# Nuevo San Juan (Piura)
Nuevo San Juan es un caserío peruano ubicado en el distrito de Salitral, perteneciente a la provincia de Morropón del departamento de Piura, al norte del Perú. 

## Ubicación
Nuevo San Juan se ubica al sureste de la provincia de Morropón, en el distrito de Salitral, en el departamento de Piura.

## Demografía
En 2017 Nuevo San Juan tenía una población de 87 habitantes.